# Santa Fernandina
Santa Fernandina (també coneguda com a Santa Ernestina) és una entitat de població de l'Uruguai, ubicada a l'oest del departament de Rivera. Es troba a 177 metres sobre el nivell del mar. Té una població aproximada de 1.456 habitants.